# Korps z.b.V. Höhne
Het Korps z.b.V. Höhne (Duits: Generalkommando z.b.V. Höhne) was een Duits legerkorps van de Wehrmacht tijdens de Tweede Wereldoorlog en genoemd naar zijn commandant, General der Infanterie Gustav Höhne. Het korps bestond kort in de noordelijke sector van het Oostfront in 1943. 

## Krijgsgeschiedenis

### Oprichting en inzet
Het Korps z.b.V. Höhne werd opgericht in maart 1943 in de flessenhals van de saillant van Demjansk uit Gruppe Höhne.
In de saillant van Demjansk nam Generaal Höhne op 28 november 1942 het bevel over van de daar opererende Gruppe Laux. Die werd daarmee omgedoopt tot Gruppe Höhne. Pas na de evacuatie van de saillant in februari 1943, werd deze Gruppe omgevormd tot volwaardig korps.
Op 9 april en 1 mei 1943 beschikte het korps over de 32e en 329e Infanteriedivisies en de 21e Luftwaffen-Felddivisie.
Het Korps z.b.V. Höhne werd op 20 juli 1943 zuidelijk van Staraja Roessa (in de frontlinie) omgedoopt in 8e Legerkorps. 

## Bovenliggende bevelslagen
| Leger     | Legergroep        | Plaats/regio   | Begin      | Eind         |
| --------- | ----------------- | -------------- | ---------- | ------------ |
| 16e Leger | Heeresgruppe Nord | Staraja Roessa | maart 1943 | 20 juli 1943 |

## Commandant
| Rang                                                      | Naam         | Begin      | Eind         |
| --------------------------------------------------------- | ------------ | ---------- | ------------ |
| Generalleutnant General der Infanterie (vanaf 1 mei 1943) | Gustav Höhne | maart 1943 | 20 juli 1943 |